# Tilapia guinasana
 Tilapia guinasana és una espècie de peix de la família dels cíclids i de l'ordre dels perciformes.

## Morfologia
Els mascles poden assolir els 14 cm de longitud total.

## Distribució geogràfica
Es troba a Àfrica: llac Guinas (Namíbia).

## Estat de conservació
Les seues principals amenaces són l'extracció d'aigües subterrànies per a l'agricultura i la possible introducció d'espècies exòtiques (com ara, Oreochromis mossambicus i Tilapia sparrmanii, car la primera podria ser un competidor directe per l'espai i l'aliment -a més d'actuar com un depredador- i la segona podria produir híbrids fèrtils amb Tilapia guinasana).